# Helena Angelina Dukaina
Helena Dukaina Angelina (* wohl 1242; † Juli 1271 im Gefängnis in Nocera) war Königin von Sizilien und Ehefrau des Staufers Manfred.

## Leben
Helena Dukaina Angelina war eine Tochter des Michael II. Angelos, Archon von Epirus und Ätolien. Die Ehe zwischen ihr und Manfred wurde am 2. Juni 1259 in Trani geschlossen. Das Paar bekam fünf Kinder:
- Beatrice, 12??–1307 bezeugt, ⚭ Manfred IV.; † 1340, 1279 Markgraf von Saluzzo
- Friedrich; † nach 2. Juni 1312 in Ägypten
- Heinrich, * wohl 1262; † 31. Oktober 1318 im Gefängnis
- Enzio; † vor 1301
- Flordelis; † nach 27. Februar 1297

Manfred fiel am 26. Februar 1266 in der Schlacht bei Benevent gegen Karl von Anjou beim Versuch, die Herrschaft der Staufer in Süditalien zu erhalten. Seine Witwe Helena erhielt die Todesnachricht auf der Burg von Lucera, worauf sie  die Flucht in Richtung ihrer Heimat ergriff. Sie wurde aber in Trani mit ihren Kindern vom dortigen Burgvogt gefangen gesetzt und am 6. März 1266 an Karl von Anjou ausgeliefert.
Helena wurde von ihren Kindern getrennt, die sie nie wieder sah, Anfang April nach Lago Pesole gebracht und Karl vorgeführt. Karl plante unter Vermittlung des Papstes, Helena mit einem Bruder des Königs Alfons des Weisen von Kastilien und León zu verheiraten, doch kam diese Verbindung nicht zustande, als dieser sich dem Staufer Konradin anschloss.
Im März 1267 befand sich Helena in Gefangenschaft – in Begleitung ihrer Dienerschaft – auf der Burg Nocera, wie ein Schreiben Karls belegt. Mit einem weiteren Schreiben aus dem Jahr 1271 entließ Karl die Dienerschaft, was nur den vorherigen Tod der Herrin bedeuten kann.